# Vasyl Ivánovich Popadyuk
Vasyl Ivanovich Popadyuk (Myshin, distrito de Kolomiysky, 26 de enero de 1940, región de Ivano-Frankivsk, 27 de septiembre de 1991) fue un músico gaitero ucraniano, fundador del conjunto folclórico "Three Musics", artista del Pueblo de Ucrania. Padre del violinista Vasyl Popadyuk.

## Biografía
Se graduó de la escuela de música de Leópolis en 1963 y en el conservatorio de la ciudad de Lviv en 1969 se especializó en flauta.
Entre los años 1955 y 1965 fue líder del grupo de orquesta del Conjunto de Danza de Honor de Ucrania "Halychyna" en Lviv. Simultáneamente, en los año 1963 a 1965 fue solista de la Filarmónica de Lviv. De 1966 a 1970 fue director de orquesta del honorable conjunto de danza amateur "Yatran" de la ciudad de Kirovogrado. Seguidamente, de los años 1970 a 1982 fue solista instrumentista en el Coro del Pueblo Académico Honrado por el Estado que lleva como nombre GRAMO.
En el año 1971 creó y dirigió el grupo folclórico "Three Musics".
Desde 1982 a 1990 trabajó en FEA Ukrkoncert y desde 1987 en FEA "Kalyna" y "Kyivconcert". Simultámeamente, desde 1982 fue el director artístico del conjunto folclórico "Tres Músicas" en la composición, acompañado al violín por Bohdan Subchak, a los platillos por Vasyl Gudenko, como acordeonista, Oleksandr Kachailo, cómo músico de lira y pandereta Andrii But, contrabajo Oleksandr Darbin, clarinete, Yaroslav Bontsal, percusión, Dmytro Kulichov, y en los instrumentos populares de viento, Vasyl Ivánovich Popadyuk. El conjunto realizó giras con conciertos por toda Ucrania y muchos países del mundo, en particular: Canadá, España, Portugal, Italia, Checoslovaquia, Japón, Francia, etc.
Entre los años 1990 y 1991 siguió domo el líder de "Tres músicos" en el conjunto de baile "Hopak".
Murió en 1991 y fue enterrado en el cementerio de Baikove en la ciudad de Kiev.

## Publicaciones seleccionadas
- 1986 se publicó el álbum "Three Musics", que incluía 13 piezas de melodías populares ucranianas arregladas por V. Y. Popadyuk en el estudio de grabación de la Unión "Melody", y como ingeniero de sonido Yu Vinnik.
- 1990 se publicó la colección "Tres Músicas", partituras de piezas para un conjunto de instrumentos folclóricos ucranianos, recopiladas por V. Y. Popadyuk  en la ciudad de Kiev, para el sello "Ucrania musical".[4]

## Reconocimientos
- 1982 Artista de Honor de la República Socialista Soviética de Ucrania.
- 1990 Artista del Pueblo de Ucrania.